# 塚田英明
塚田 英明（つかだ ひであき、1971年11月20日 - ）は日本のテレビドラマ・映画プロデューサー。埼玉県浦和市出身。東映所属でテレビ企画制作部長兼チーフプロデューサー。早稲田大学在学時、同学の特撮ファンサークル「怪獣同盟」に所属していた。妻は東映プロデューサーの塚田有希。

## 来歴
- 1994年：東映入社[1]。
- 1995年：『名奉行遠山の金さん』第7シリーズで初のプロデューサー補を務める。
- 1999年：木曜ミステリー『京都迷宮案内』（第1シリーズ）でプロデューサーに昇格[1]。
- 2001年：東映東京撮影所から東映本社に異動し、『仮面ライダーアギト』で初めて特撮作品のプロデューサーを手がける[1]。
- 2002年：『忍風戦隊ハリケンジャー』で、サブプロデューサーとしてスーパー戦隊シリーズに初参加。
- 2004年：『特捜戦隊デカレンジャー』で、初のチーフプロデューサーを務める。
- 2006年：『特捜戦隊デカレンジャー』が、第45回日本SF大会みちのくSF祭 ずんこんにおいて、スーパー戦隊シリーズ初となる第37回星雲賞（メディア部門）を受賞。表彰式にはメインライターの荒川稔久とともに出席。
- 2007年：『獣拳戦隊ゲキレンジャー』で三度目のチーフプロデューサーを務める。同年末に長男誕生[3]。
- 2009年：『仮面ライダーW』にて、仮面ライダーシリーズでは初となるチーフプロデューサーを務める。ライダーシリーズへの参加は、『アギト』以来8年ぶりでもある。
- 2011年：『仮面ライダーフォーゼ』にて、ライダーシリーズ2度目となるチーフプロデューサーを務める。
- 2013年：『科捜研の女』第12シリーズにてチーフプロデューサーを務める。「第2シリーズ」以来13年ぶりの同シリーズへの参加でもあり、以降2017年放送の第17シリーズまで継続してプロデュースを手がける。同年には『忍風戦隊ハリケンジャー 10 YEARS AFTER』のプロデュースも担当。
- 2014年：『宇宙刑事シャリバン NEXT GENERATION』『宇宙刑事シャイダー NEXT GENERATION』をプロデュース。
- 2015年：『京都人情捜査ファイル』、『特捜戦隊デカレンジャー 10 YEARS AFTER』をプロデュース。
- 2019年：「東映ムビ×ステ」シリーズの立ち上げに参加。第1弾の『GOZEN』を皮切りに、以降の作品にもプロデューサー（第2弾以降はエグゼクティブプロデューサー）として関与。
- 2020年：『魔進戦隊キラメイジャー』にて、13年ぶりにスーパー戦隊シリーズ作品をプロデュース｡

## 作風
少年漫画やドラマ性の強い作品に影響を受けており、綺麗・丁寧な設定よりも、荒削りでインパクトの強い設定や王道を好む傾向があり、まっすぐな熱血路線、シリアスなドラマ性、個性的なキャラクターなどが特徴的である。また、ドラマ・アニメ・特撮・洋画などのパロディやテイストも多用する傾向がある。主役キャラクターなどにおいて、しっかりした「まとめ役」ではなく、即断・即決・即行動を好む熱血漢を設定する傾向があり、『獣拳戦隊ゲキレンジャー』のゲキレッド 漢堂ジャン、『特捜戦隊デカレンジャー』のデカレッド 赤座伴番、『忍風戦隊ハリケンジャー』のハリケンレッド 椎名鷹介などが挙げられる。また、拳法・忍者・ガンアクションなど、スピード感や臨場感のあるアクションシーンやアクションキャラクターが使用されることが多く、前述のスーパー戦隊シリーズ3作や、『仮面ライダーフォーゼ』の拳法家 仮面ライダーメテオ 朔田流星などが代表的なキャラクターである。13年ぶりのスーパー戦隊シリーズ参加となった『魔進戦隊キラメイジャー』では、Eスポーツなどのトレンドも取り入れている。女性キャラクターにおいては、ヒロインをユニットとして設定するなどアイドル的な要素を盛り込み、デカレンジャーではシリーズ史上初めてヒロインの主役エピソードのみに使われる専用のエンディングテーマを作成している。デカレンジャーでは練りこまれた設定がSF作品として高評価され、2006年度 星雲賞を受賞し、ゲキレンジャーでは企画初期から獣拳の歴史・体系を詳細に設定した年表を脚本家の補助とした。『科捜研の女』プロデュース以降、『特捜最前線』『はみだし刑事情熱系』を意識した作風を出しており、事件複雑化・捜査難航により解決不可能なエピソードを前後編に分ける手法を取り入れている。
演出家では、田﨑竜太、渡辺勝也、諸田敏、竹本昇、中澤祥次郎、坂本浩一といったメンバーを重用しており、脚本家では荒川稔久、横手美智子、三条陸、長谷川圭一と組むことが多い。絵が上手く、仮面ライダーアギトの頃から東映公式サイトに製作の舞台裏を記す絵日記コーナーを開設している他、『デカレンジャー』では自分で描いた絵を、登場人物が描いた絵として劇中で使用している。また、東映京都撮影所へ長く出向していたことから、京都との繋がりが深い。『アバレンジャー』以降、戦隊シリーズにおける京都ロケを恒例化させ、Vシネマ作品『超忍者隊イナズマ!』では全編を京都で撮影、『仮面ライダーW』『仮面ライダーフォーゼ』でも京都ロケを行った。
早稲田大学時代、そして東映での先輩に当たる髙寺成紀と同様、プロデュースした作品において細部の情報や裏設定にこだわる傾向があり、その後継者的な言われ方をよくされると塚田自身も語っている。一方でそれと同時に、学生時代や東映において髙寺とは協働の経験がなく、彼から直々に薫陶を受けたことはないと、そして実際やり方は違うとも言及している。髙寺との初仕事は、2017年放送の『髙寺成紀の怪獣ラジオ』（調布エフエム放送、4月28日放送分）へのゲスト出演であり、髙寺が東映から離れて10年以上を経てのこととなる。

## 主な作品

### テレビドラマ
- 名奉行 遠山の金さん 第7シリーズ（1995年 - 1996年） - プロデューサー補
- 忠臣蔵（1996年） - プロデューサー
- 遠山の金さんVS女ねずみ（1997年） - プロデューサー補
- 銭形平次ファイナル（1998年） - プロデューサー
- 隠密奉行朝比奈（1998年） - プロデューサー
- 新選組血風録（1998年） - プロデューサー補
- 京都迷宮案内（1999年） - プロデューサー
- 隠密奉行朝比奈2（1999年） - プロデューサー
- 科捜研の女（1999年） - プロデューサー
- 京都迷宮案内2（2000年） - プロデューサー
- 科捜研の女（第2シリーズ）（2000年） - プロデューサー
- 仮面ライダーシリーズ
  - 仮面ライダーアギト（2001年 - 2002年） - プロデュース
  - 仮面ライダーW（2009年 - 2010年） - チーフプロデューサー
  - 仮面ライダーフォーゼ（2011年 - 2012年） - チーフプロデューサー
- 旗本退屈男（2001年） - プロデュース
- スーパー戦隊シリーズ
  - 忍風戦隊ハリケンジャー（2002年 - 2003年） - プロデューサー
  - 爆竜戦隊アバレンジャー（2003年 - 2004年） - プロデューサー
  - 特捜戦隊デカレンジャー（2004年 - 2005年） - チーフプロデューサー
  - 魔法戦隊マジレンジャー（2005年 - 2006年） - チーフプロデューサー
  - 獣拳戦隊ゲキレンジャー（2007年 - 2008年） - チーフプロデューサー
  - 魔進戦隊キラメイジャー（2020年 - 2021年） - チーフプロデューサー[6]
- ドラマW 都市伝説セピア（2009年） - プロデューサー
- 科捜研の女（第12シリーズ～第17シリーズ）（2013年 - 2018年） - チーフプロデューサー
- 京都人情捜査ファイル（2015年） - チーフプロデューサー
- 古舘トーキングヒストリー〜忠臣蔵、吉良邸討ち入り完全実況〜（2016年） - チーフプロデューサー
- 古舘トーキングヒストリー〜戦国最大のミステリー 本能寺の変、完全実況〜（2018年） - チーフプロデューサー
- 古舘トーキングヒストリー〜幕末最大の謎 坂本龍馬暗殺、完全実況〜（2019年） - チーフプロデューサー
- フジテレビ開局60周年特別企画 大奥 最終章（2019年） - 企画
- ザ・ハイスクール ヒーローズ（2021年） - ゼネラルプロデューサー[7]

### 映画
- 世にも奇妙な物語 映画の特別編『携帯忠臣蔵』（2000年、東宝） - ラインプロデューサー
- 仮面ライダーシリーズ
  - 劇場版 仮面ライダーアギト PROJECT G4（2001年） - プロデューサー
  - 劇場版 仮面ライダーディケイド オールライダー対大ショッカー（2009年） - 「仮面ライダーW」プロデュース協力
  - 仮面ライダー×仮面ライダー W&ディケイド MOVIE大戦2010（2009年） - チーフプロデューサー
  - 仮面ライダーW FOREVER AtoZ/運命のガイアメモリ（2010年） - チーフプロデューサー
  - 仮面ライダー×仮面ライダー オーズ&ダブル feat.スカル MOVIE大戦CORE（2010年） - チーフプロデューサー
  - 劇場版 仮面ライダーオーズ WONDERFUL 将軍と21のコアメダル（2011年） - 「仮面ライダーフォーゼ」プロデュース協力
  - 仮面ライダー×仮面ライダー フォーゼ&オーズ MOVIE大戦MEGA MAX（2011年） - チーフプロデューサー
  - 仮面ライダーフォーゼ THE MOVIE みんなで宇宙キターッ!（2012年） - チーフプロデューサー
  - 仮面ライダー×仮面ライダー ウィザード&フォーゼ MOVIE大戦アルティメイタム（2012年） - チーフプロデューサー
  - 仮面ライダー平成ジェネレーションズ FINAL ビルド&エグゼイドwithレジェンドライダー（2017年） - プロデューサー協力
- スーパー戦隊シリーズ
  - 忍風戦隊ハリケンジャー シュシュッと THE MOVIE（2002年） - プロデューサー
  - 爆竜戦隊アバレンジャー DELUXE アバレサマーはキンキン中!（2003年） - プロデューサー
  - 特捜戦隊デカレンジャー THE MOVIE フルブラスト・アクション（2004年） - チーフプロデューサー
  - 魔法戦隊マジレンジャー THE MOVIE インフェルシアの花嫁（2005年） - チーフプロデューサー
  - 電影版 獣拳戦隊ゲキレンジャー ネイネイ!ホウホウ!香港大決戦（2007年） - チーフプロデューサー
  - 魔進戦隊キラメイジャー エピソードZERO（2020年） - チーフプロデューサー
  - 魔進戦隊キラメイジャー THE MOVIE ビー・バップ・ドリーム（2021年） - チーフプロデューサー
- 仮面ライダー×スーパー戦隊 スーパーヒーロー大戦（2012年） - プロデュース協力
- 東映ムビ×ステ
  - GOZEN-純恋の剣-（2019年） - プロデュース
  - 死神遣いの事件帖（2020年） - エグゼクティブプロデューサー
  - 漆黒天 -終の語り-（2022年）　- エグゼクティブプロデューサー
- スーパー戦闘 純烈ジャー（2021年） - エグゼクティブプロデューサー
- 科捜研の女 -劇場版-（2021年）- エグゼクティブプロデューサー

### オリジナルビデオ
- スーパー戦隊シリーズ
  - 忍風戦隊ハリケンジャーVSガオレンジャー（2003年） - プロデューサー
  - 爆竜戦隊アバレンジャーVSハリケンジャー（2004年） - プロデューサー
  - 特捜戦隊デカレンジャーVSアバレンジャー（2005年） - チーフプロデューサー
  - 魔法戦隊マジレンジャーVSデカレンジャー（2006年） - チーフプロデューサー
  - 獣拳戦隊ゲキレンジャーVSボウケンジャー（2008年） - チーフプロデューサー
  - 忍風戦隊ハリケンジャー 10 YEARS AFTER（2013年） - チーフプロデューサー
  - 特捜戦隊デカレンジャー 10 YEARS AFTER（2015年） - チーフプロデューサー
  - 魔進戦隊キラメイジャーVSリュウソウジャー （2021年） - チーフプロデューサー
  - 忍風戦隊ハリケンジャーでござる! シュシュッと20th Anniversary（2023年） - エグゼクティブプロデューサー
  - 爆竜戦隊アバレンジャー 20th 許されざるアバレ（2023年） - エグゼクティブプロデューサー
  - 特捜戦隊デカレンジャー 20th ファイヤーボール・ブースター（2024年） - エグゼクティブプロデューサー
- 超忍者隊イナズマ!（2006年） - チーフプロデューサー
  - 超忍者隊イナズマ!SPARK（2007年） - チーフプロデューサー
- 仮面ライダーW RETURNS（2011年） - チーフプロデューサー
- 宇宙刑事 NEXT GENERATION（2014年） - チーフプロデューサー
- スペース・スクワッド
  - スペース・スクワッド ギャバンVSデカレンジャー（2017年） - チーフプロデューサー
  - ガールズ・イン・トラブル スペース・スクワッド EPISODE ZERO（2017年） - チーフプロデューサー
  - 宇宙戦隊キュウレンジャーVSスペース・スクワッド（2018年） - 脚本協力プロデューサー

### ネット配信
- ヒーローママ☆リーグ（2018年） - チーフプロデューサー
- シリーズ怪獣区 ギャラス（2019年） - チーフプロデューサー
- グッドモーニング、眠れる獅子（2022年） - エグゼクティブプロデューサー
- 風都探偵（2022年） - 総合プロデューサー
- 忍風戦隊ハリケンジャーwithドンブラザーズ（2022年） - エグゼクティブプロデューサー
- グッドモーニング、眠れる獅子2（2023年） - エグゼクティブプロデューサー
- 爆竜戦隊アバレンジャーwithドンブラザーズ（2023年） - エグゼクティブプロデューサー
- 特捜戦隊デカレンジャーwithトンボオージャー（2024年） - エグゼクティブプロデューサー
- 忍者戦隊カクレンジャー 第三部・中年奮闘編（2024年） - ゼネラルプロデューサー

### その他
- フェアリーセクターテントー2（1999年） - 脚本 ※西田特撮研究所作品
- パワーレンジャー・S.P.D.（2011年） - 日本語版プロデュース
- パワーレンジャー・ミスティックフォース（2012年） - 日本語版プロデュース
- 非公認戦隊アキバレンジャー（2012年） - 第8、9話人形提供
- 風都探偵（2017年 - ） - 監修

### 著書
- 小説 仮面ライダーフォーゼ 〜天・高・卒・業〜（2014年、講談社）